# 601916 Sting
601916 Sting este o planetă minoră (asteroid) din centura de asteroizi. A fost descoperită pe 28 noiembrie 2013 la  de  și a fost numită după Sting. 
Obiectul prezintă o orbită caracterizată de o semiaxă mare de 2,6703742800614 UAi, o excentricitate de 0,16477073252818, o înclinație de 7,9409684761972 ° în raport cu ecliptica.